# Mansa major
Mansa major là một loài tò vò trong họ Ichneumonidae.